# Lek (reka)
Lek (nizozemska izgovorjava: [lɛk]) je ime 62 km dolgega spodnjega dela severnega estuarija Rena. Njegov zgornji del se imenuje Nederrijn. Njegov drugi estuarij je Waal, ki se tako kot Lek izliva v delto Ren-Maas. Oba estuarija v celoti ležita na Nizozemskem. Lek izhaja iz razvejanja Nederrijnsa vanj in Oude Rijn ("Stari Ren", takoj za razvejanjem tudi Kromme Rijn - 'Krivi Ren' - imenovan) pri kraju Wijk bij Duurstede. Ren, ki se je v zgodovinskih časih izlival v Severno morje blizu Katwijka, je bil sestavljen iz današnjega Nederrijna in današnjega Oude-Rijna. Lek se je od Rena odcepil v manj gosto poseljena območja šele čez čas. Zaradi številnih poplav, predvsem v Utrechtu in Leidnu, so spodnji tok Rena leta 1123 večinoma zajezili. Lek je postal glavni tok, Oude Rijn pa večinoma mirno vodno telo. Elizabetinske poplave v 15. stoletju so povzročile, da je Lek nadomestil Waal kot glavni tok Rena.
V Krimpen aan de Lek (občina Krimpenerwaard) se Lek in Noord, veja Waala, združita v Nieuwe Maas (Nova Meuse). Lek sprva tvori mejo med provincama Utrecht in Gelderland, nato pa teče skozi del province Zuid-Holland. Plimovanje morja je učinkovito na reki vse do Nieuwegeina, južno od Utrechta.
Na Leku ni velikih mest, so pa številna zgodovinska mesta: Wijk bij Duurstede, Vianen, Ameide, Nieuwpoort in Schoonhoven. Največje mesto je Nieuwegein, katerega zgodovinsko jedro je Vreeswijk am Lek. Lek je povezan z drugimi vodnimi potmi prek kanala Amsterdam-Ren in kanala Merwede. Kmalu za krajem Wijk bij Duurstede prečka kanal Amsterdam-Ren in pri Vianenu kanal Merwede. Starejša povezava je Vlist, ki tvori povezavo do Hollandse IJssel iz Schoonhovna. Pri Hagesteinu je jez z zapornicami in ribja lestev.
Mostovi so v Vianenu, železniški mostje v Culemborgu (Culemborg Railway Bridge). Sicer so na voljo samo trajektne povezave.